# 入船町 (境港市)
入船町（にゅうせんちょう）は、鳥取県境港市の町名。郵便番号684-0014（境港郵便局管区）。岸壁は漁船泊地として利用され、沿岸地区には製氷会社、木材会社、鉄工所、商店が並ぶ。ほかは町工場、日用品店の混在する住宅地である。

## 地理
市の北部。北は境水道に面し、対岸に島根半島を望む。
東は花町、南は東雲町、西は朝日町がある。

## 歴史
もとは上道村枝郷鼻の一部と境村東端の瀬崎の一部。
明治3年（1870年）9月3日から明治20年（1887年）8月23日に至るまでの境町の町名。明治20年（1887年）8月23日、境町の小町はいったん廃止され、単に「境町」とのみ呼称したが、大正15年（1926年）5月15日、境町の大字「入船町」として設定された。表記の方法は、大字の文字は表記せず、「境町入船町」となる。
昭和29年（1954年）に境町が周辺の渡村・外江町・上道村・余子村・中浜村と合併して境港町となった際に境港町の大字「入船町」となる。昭和31年（1956年）、市制施行に伴い境港市の町名「入船町」となる。

## 産業

### 企業・店
食料品の部
- （有）景山国一商店（営業内容・米穀、酒類小売）[8]
- マルマス商店（営業内容・醤油、味噌卸売）[9]

機械器具の部
- （有）河下鉄工所境港営業所（営業内容・船舶機械器具修理、販売）[10]
- 山陰マリン（株）（営業内容・船舶用ディーゼル機関販売）[10]
- 清水鉄工所（営業内容・機械器具製造、修理）[10]
- （有）新日本技研（営業内容・産業機械設計施工及び附帯工事）[11]
- スター工業（有）（営業内容・船舶用機器修理、販売）[11]
- 長門船舶工業（有）（営業内容・船舶機械修理、漁撈設備設計、施工）[11]
- 由木鉄工（有）（営業内容・船舶機械修理）[12]
- （株）沖海洋エレクトロニクス境港出張所（営業内容・自動車修理、販売）[13]
- 三鬼シート店（営業内容・テント、シート、パイプ車庫アンカー、イカ釣器具製造販売）[13]

木材、木材、家具の部
- （有）丸万商店（営業内容・木材、製材）[14]

請負工事、土建資材の部
- 本井板金工作所（営業内容・建築板金）[15]
- （有）清水塗工（営業内容・建築塗装）[15]

水産の部
- 孝丸水産（株）（営業内容・イカ釣漁業）[16]
- 釜田商店（営業内容・塩干魚製造）[17]
- 北陽日冷（株）境工場（営業内容・製氷）[18]

運輸、交通、倉庫の部
- 花町渡船（営業内容・渡船）[19]

観光、サービスの部
- 由木理容所（営業内容・理容）[20]

## 世帯数と人口
2022年（令和4年）7月31日現在の世帯数と人口は以下の通りである。
| 町丁   | 世帯数 | 人口 |
| ------ | ------ | ---- |
| 入船町 | 36世帯 | 69人 |

### 世帯数と人口の変遷
明治初年の戸数・人口は1丁目58・241、2丁目28・116、3丁目21・71。

## 小・中学校の学区
市立小・中学校に通う場合、学区は以下の通りとなる。
| 番地 | 小学校           | 中学校             |
| ---- | ---------------- | ------------------ |
| 全域 | 境港市立境小学校 | 境港市立第一中学校 |

## 交通

### 鉄道
町内に鉄道駅はない。

### 道路
町内を通過する国道、県道はない。

## 出身人物・ゆかりのある人物
- 水木しげる - 漫画家。本名武良茂。代表作はゲゲゲの鬼太郎
- 武良宗平 - 元水木プロ代表取締役[22]。漫画家水木しげるの兄[22]。
- 森川幸雄 - 朝日新聞社社員[23]。『愛国行進曲』作詞者[23]。